# Лабатлан
Ла́батлан (венг. Lábatlan) — город на северо-востоке Венгрии (Центрально-Задунайский край), в медье Комаром-Эстергом.
Население Лабатлана по данным на 2006 год — 5306 человека. Площадь города — 26,35 км². Плотность населения — 201,36 чел./км².
Город Лабатлан, как и вся Венгрия, находится в часовом поясе, обозначаемом по международному стандарту как Central European Time (CET). Смещение относительно UTC составляет +1:00 (CET, зимнее время) / +2:00 (CEST, летнее время), так как в этом часовом поясе действует переход на летнее время.
Почтовый индекс — 2541. Телефонный код (+36)33.

## Население
| Год  | Численность | Численность |
| ---- | ----------- | ----------- |
| 2013 | 4968        | [ 2 ]       |
| 2014 | 4934        | [ 3 ]       |
| 2015 | 4839        | [ 4 ]       |
| 2021 | 4858        | [ 5 ]       |
| 2022 | 4902        | [ 6 ]       |
| 2023 | 4928        | [ 7 ]       |
| 2024 | 4888        | [ 1 ]       |